# 三宝山
三宝山（さんぽうざん）は、埼玉県秩父市と長野県南佐久郡川上村の境にある標高2,483mの山で、奥秩父山域にある。
埼玉県の最高峰。山頂に一等三角点がある。眺望は全く開けていないが、すぐ近くの三宝岩に行けば眺望が良い。

## 登山ルート
川上村の毛木平～千曲川源流遊歩道～甲武信ヶ岳～三宝山が、最短コースで一般的である。毛木平から十文字峠経由で行くこともできるが、長い急登とアップダウンがあり、登山時間がかかる。
三宝山のみを目指して登山しようという者は稀で、多くの登山客は、甲武信ヶ岳とセットで登山している。

## 三宝岩
三宝山山頂のすぐ近くに、三宝岩という岩場があり、眺望が良い。ただし登山道から僅かに外れたところにあり、登山道からの分岐は注意していないと素通りしやすい。岩場の一番上まで登ることもできるが、ハシゴはかかっておらず、滑落に注意が必要。

## 山名の歴史
木暮理太郎著『山の憶い出』などによれば、江戸時代には、現在の木賊山、甲武信ヶ岳、三宝山は「一つの山」と認識されていて、その名を三方山または国師岳、または國師嶽あるいは拳岳としていた（とされている）。それが明治時代の日本全国の地図作成作業（陸軍参謀本部陸地測量部による）において、最も高度のある峰には敬意を表して三宝山という名を与え一等三角点を置き、もう一つの峰には甲武信ヶ岳という名を与え、もう一つの峰は木賊山と命名したのだという。

## 周辺にある小屋
- 甲武信小屋
- 笹平避難小屋

## 隣接する山
- 十文字峠
- 甲武信ヶ岳
- 木賊山

## 関連著作
- 『山の憶い出』木暮理太郎著 平凡社ライブラリ-版 上：ISBN 458276293X 下：ISBN 4582762972

## 関連画像

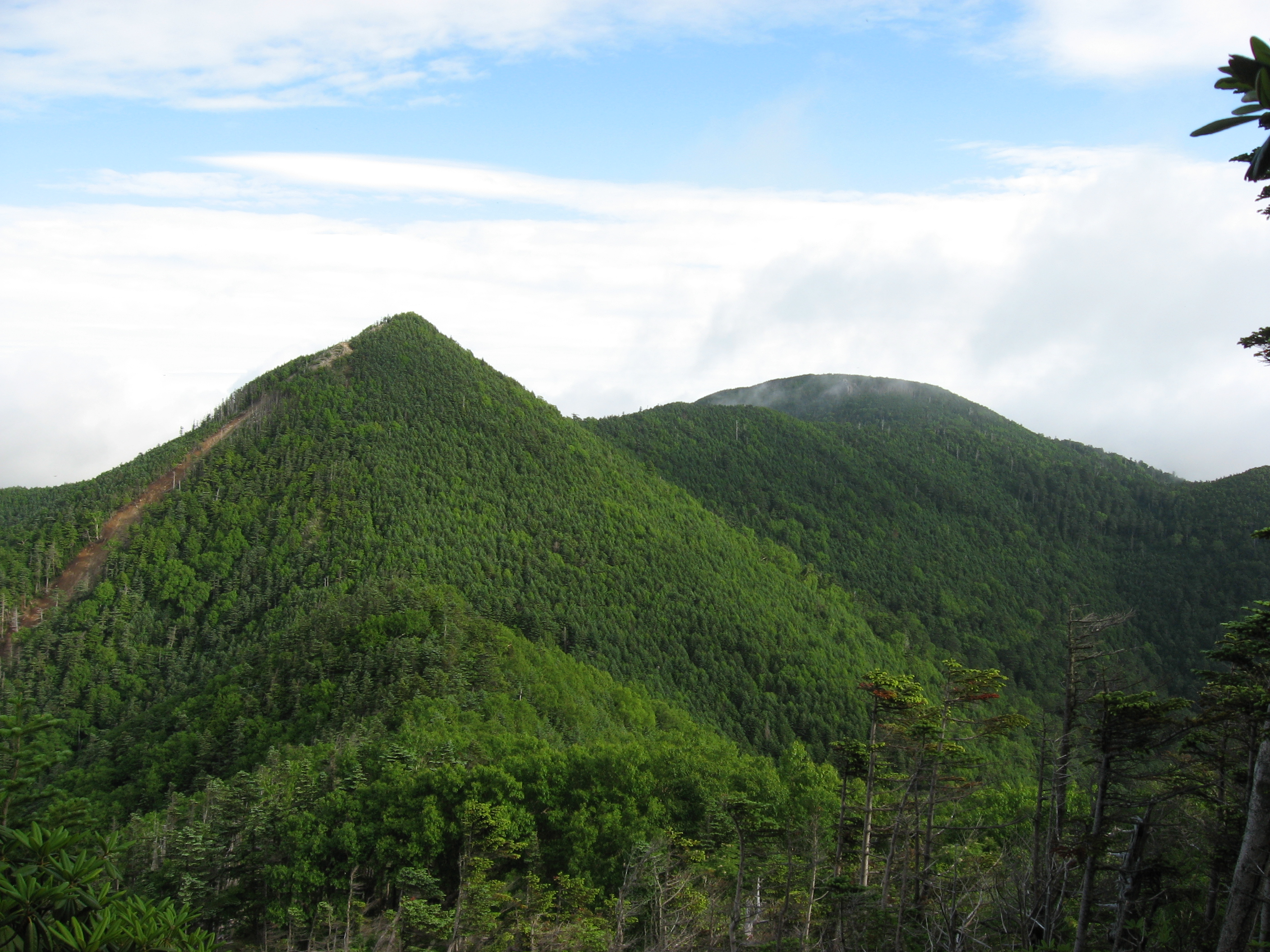
木賊山直下より三宝山（右）と甲武信ヶ岳（左）
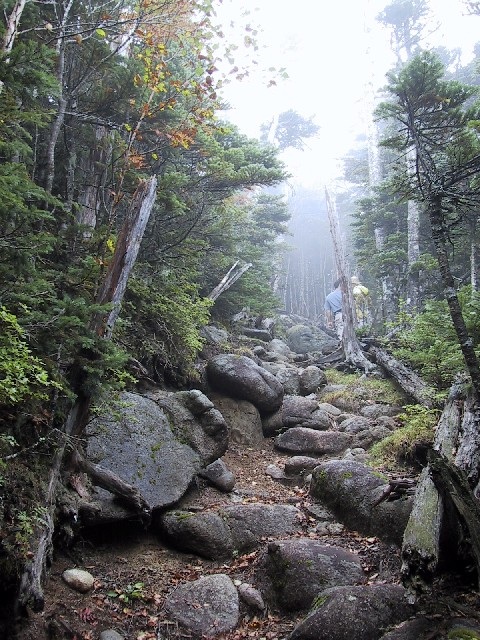
三宝山山頂への登山道（2001年09月撮影）